# Kumla herrgård

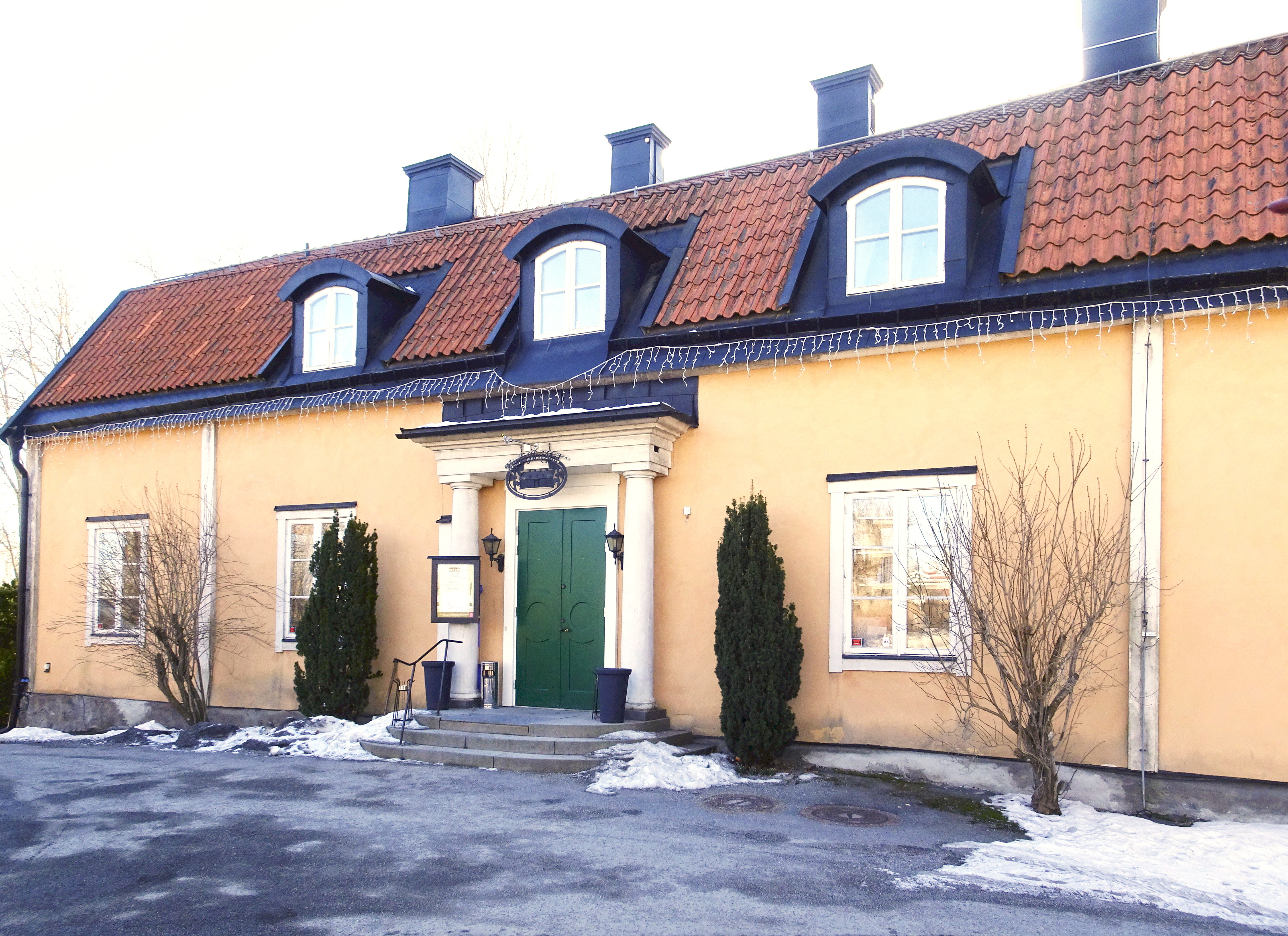
Kumla herrgård, entrésidan, mars 2018.

Kumla (äldre form Kumbla) är en herrgård i Tyresö socken, belägen i slutet av Kumla allé på en halvö i Drevviken i Tyresö kommun Stockholms län. Gården har rötter tillbaka till medeltiden och är stamfastighet för stora delar av dagens västra Tyresö. 1947 ändrades namnet Kumla till Trollbäcken. Sedan 2013 bedrivs restaurang- och konferensverksamhet på gården.

## Historik
Namnet Kumla härrör förmodligen från kummel, ett sjö- eller gränsmärke som fanns under förhistorisk tid på Kumla byns plats. Första belägget för namnet är från 1460 (alternativt från 1470) då en jøns j kumbla omnämns. 1548 hamnar egendomen under Tyresö slott som ägdes av kronan. 1581 bytte riksrådet Gabriel Gustafsson Oxenstierna till sig Kumbla från kronan. 1688 ägdes Kumbla av affärsmannen Olof Hansson Törnflycht men redan 1691 dras Kumbla åter in till kronan. 
| Kumla gård med omgivning 1752 och kring sekelskiftet 1900. |  | Kumla gård med omgivning 1752 och kring sekelskiftet 1900. |
| Kumla gård med omgivning 1752 och kring sekelskiftet 1900. |  |                                                            |

I början av 1700-talet ägdes gården av greve Carl Piper och hans hustru Christina Piper (född Törne och Olof Hansson Törnflychts dotter). Under Törnes tid fick huvudbyggnaden ett mera ståndsmässigt utseende. Enligt de äldsta lantmäterikartorna från 1700-talets början hade anläggningen två flyglar och två paviljonger mot norr av vilka endast en flygel återstår. Huvudbyggnaden hade enligt en kartfigur från 1698 högt valmtak med sex takkupor krönta av spiror och utbyggd förstuga med trekantsgavel. På en karta från 1752 framgår att fyra fristående flygelbyggnader och att en väderkvarn hörde till gården. Nästa ägare var landshövding Olof Törnflycht som samtidigt ägde Erstavik och huvudsakligen bodde där. Efter hans död 1737 såldes egendomen till fältmarskalken Johan Christoffer von Düring som samtidigt ägde Tyresö slott.
Under större delen av 1800-talet ägdes Kumla av släkten Rosenblad. Under denna period byggdes corps de logi på med mansardvåningen och fick sitt nuvarande utseende. Husets stomme är knuttimrat som är reveterat och putsat samt avfärgat i gul kulör med vita detaljer. Tidigare var fasaderna panelade. Omkring sekelskiftet 1900 flankerades huvudbyggnaden av två fristående flyglar och nordost därom fanns gårdens fruktträdgård och ekonomibyggnader.

## Kumla styckas och Trollbäcken bildas

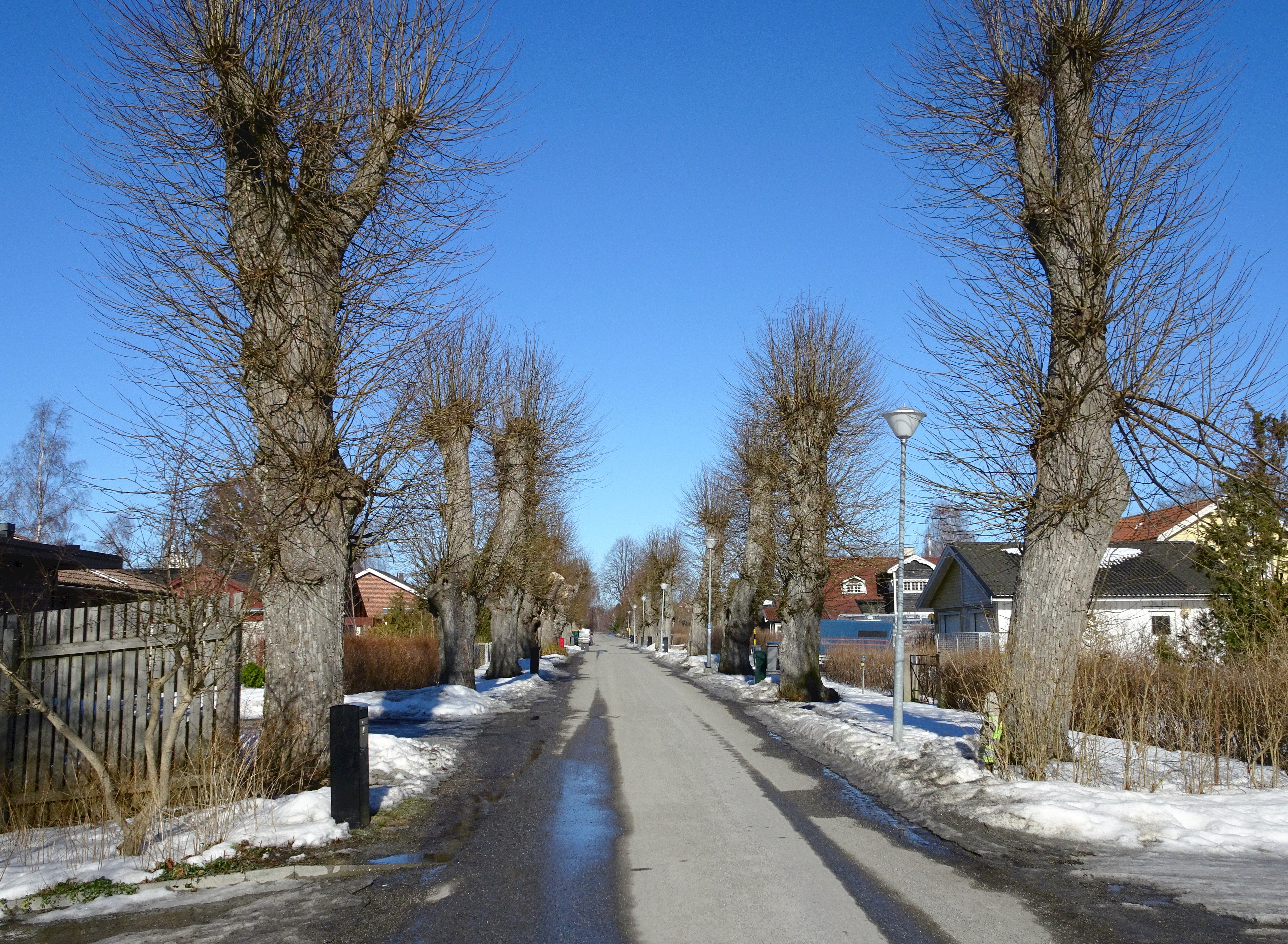
Kumla allé norrut med bevarade träd.

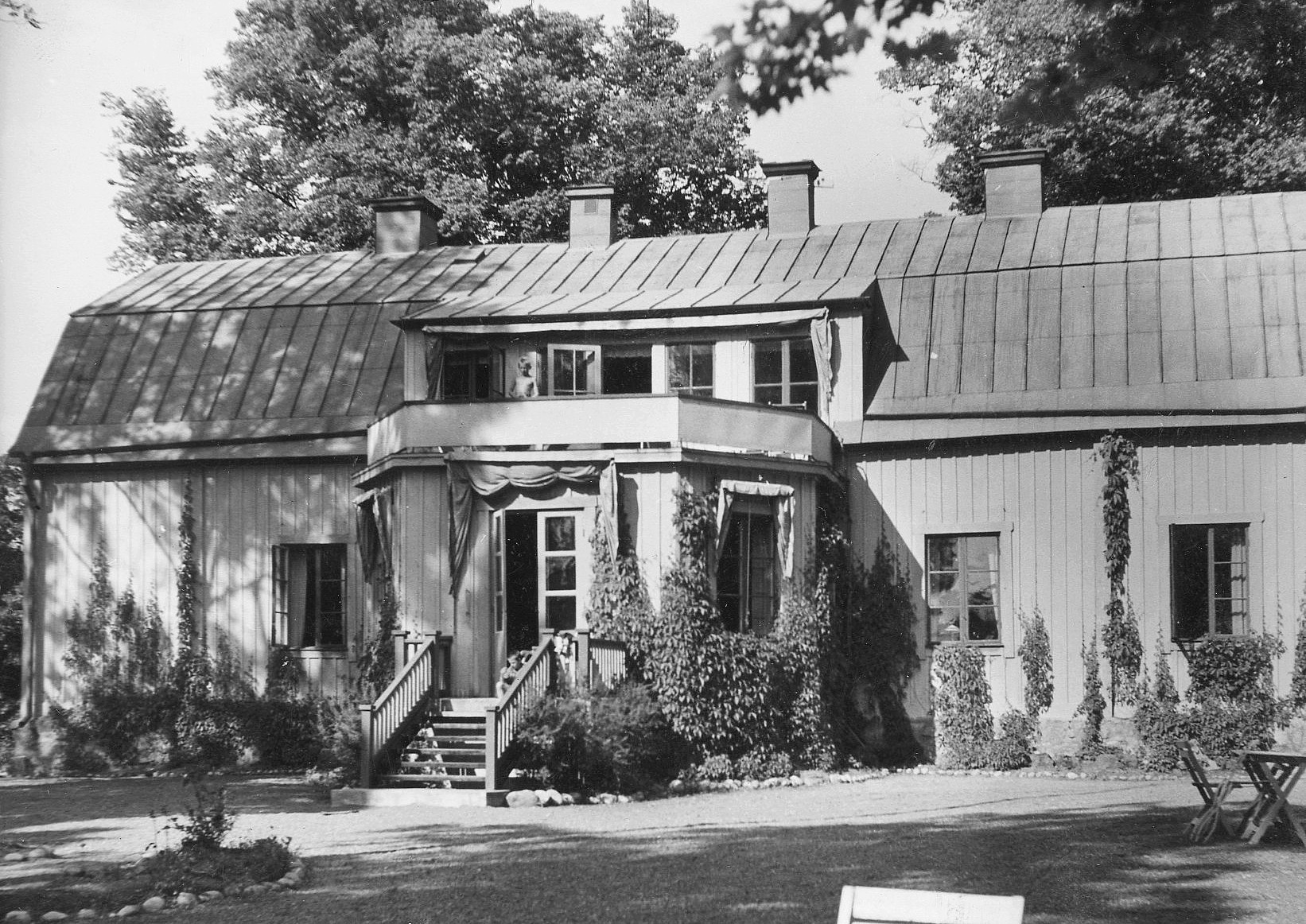
Gården i början av 1940-talet.

Efter Rosenblad gick egendomen genom flera händer tills den köptes 1910 av Mellersta Sveriges egnahems AB, för att exploatera markerna till egnahemsbebyggelse och sommarstugor. Då förbättrades även kommunikationerna på land och vatten. Det dröjde dock till 1920- och 1930-talen innan exploateringen tog fart. I norra delen av Kumla, som fick namnet Hanvikens egnahemsområde, fanns endast 26 villor och sommarstugor i slutet av 1920-talet. 
Jordbruket upphörde helt på 1920-talet och 1930 öppnade Pensionat Ebba Rosenberg i huset. 1940 fanns en tvättmedelsfabrik i byggnaden. Under andra världskriget fungerade gården som förläggning för familjer som flydde från Norge under den tyska ockupationen.
År 1947 bytte Hanvikens och Kumlas villaområden namn till Trollbäcken för att inte förväxlas med staden Kumla i Närke. 1954 förvärvades gården av  Lutherstiftelsen som ordnade hemvist för baltiska flyktingar. Tyresö kommun köpte herrgården 1969, lät den förfalla under tolv år och planerade därefter rivning. Men gården räddades av Kumla Herrgårds bygdegårdsförening som bildades 1982 och inledde en omfattande restaurering och renovering av byggnaden. 1988 återinvigdes den restaurerade gården som sedan förvaltades av bygdegårdsföreningen på ideell basis åt kommunen. Genom Stockholms stadsmuseums försorg utlånades tre 1700-talskakelugnar med blomdekorerade kakel som kommer från rivna fastigheter i Stockholm. Depositionsavtalet upprättades 1988. År 2006 övertog Tyresö kommun förvaltningen av herrgården igen. 2013 öppnade Kumla Herrgård med restaurang och festvåning.
Kumla allé är den cirka 850 meter långa allén som ledde och fortfarande leder fram till gården. Allén kantas numera av villabebyggelse från 1930- och 1940-talen. I södra delen är alléns gamla trädplantering bevarad. I norra slutet av Kumla allé ligger Alléplan som allmänt kallas Trollbäckens centrum.

## Bilder

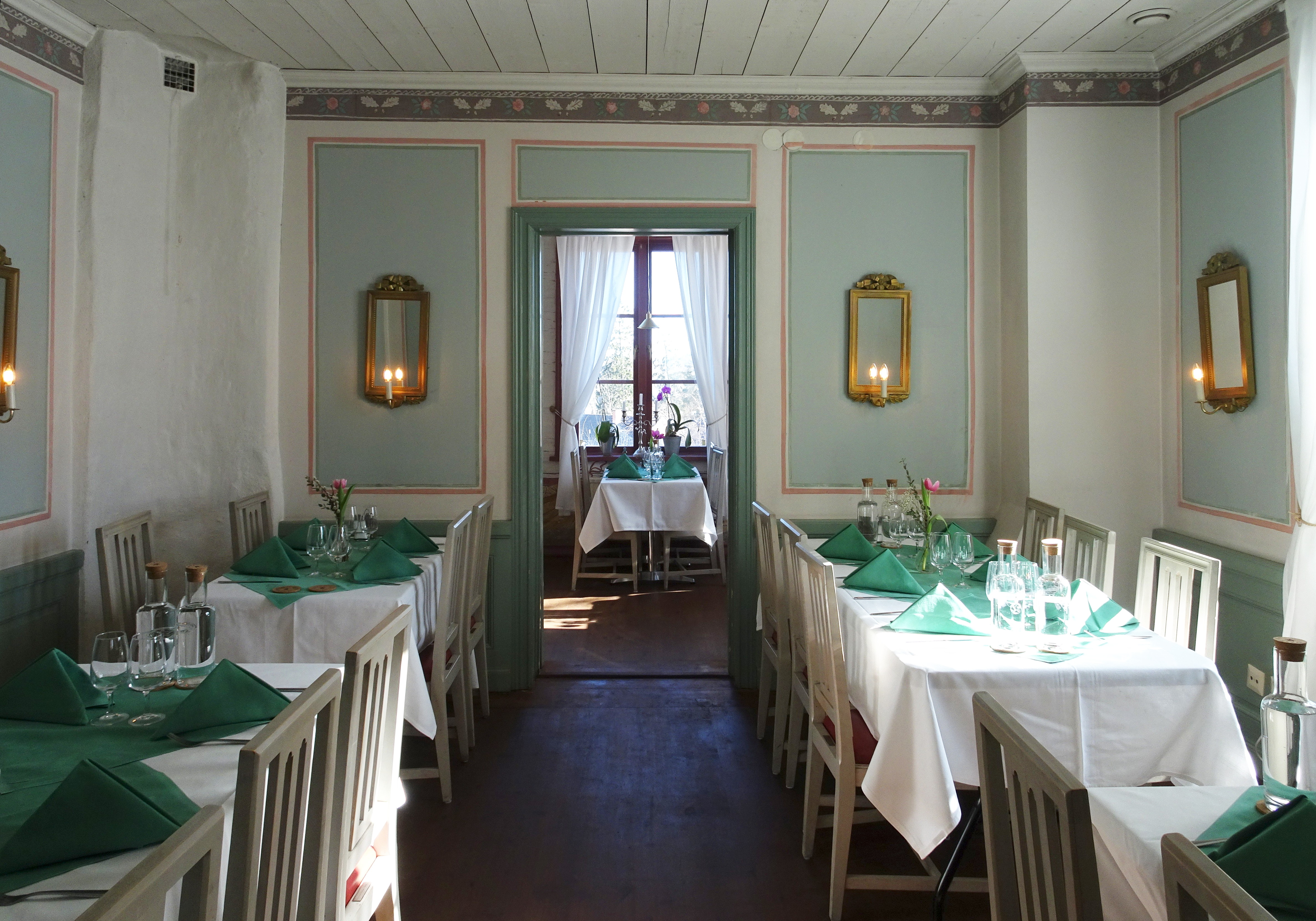
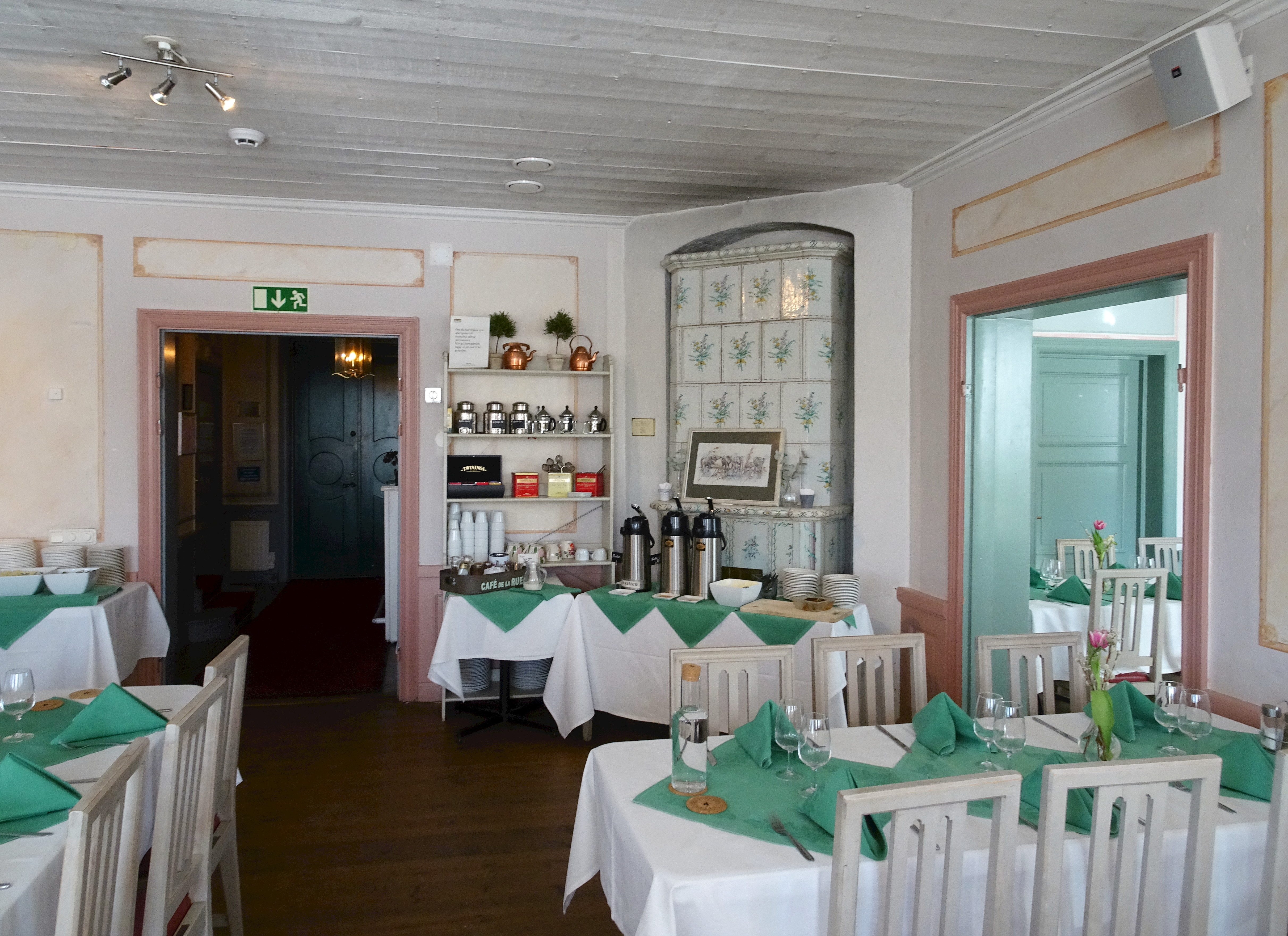
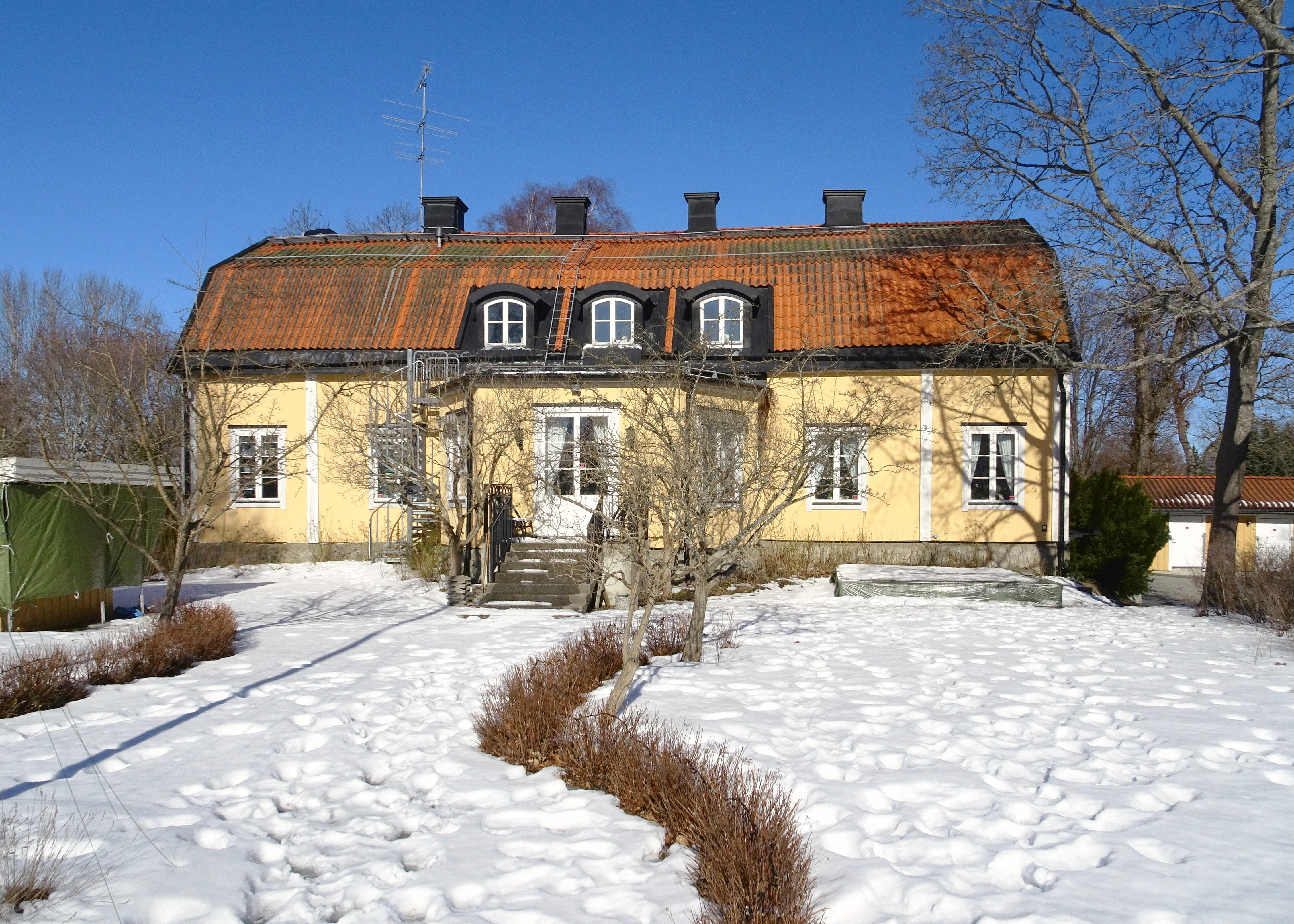
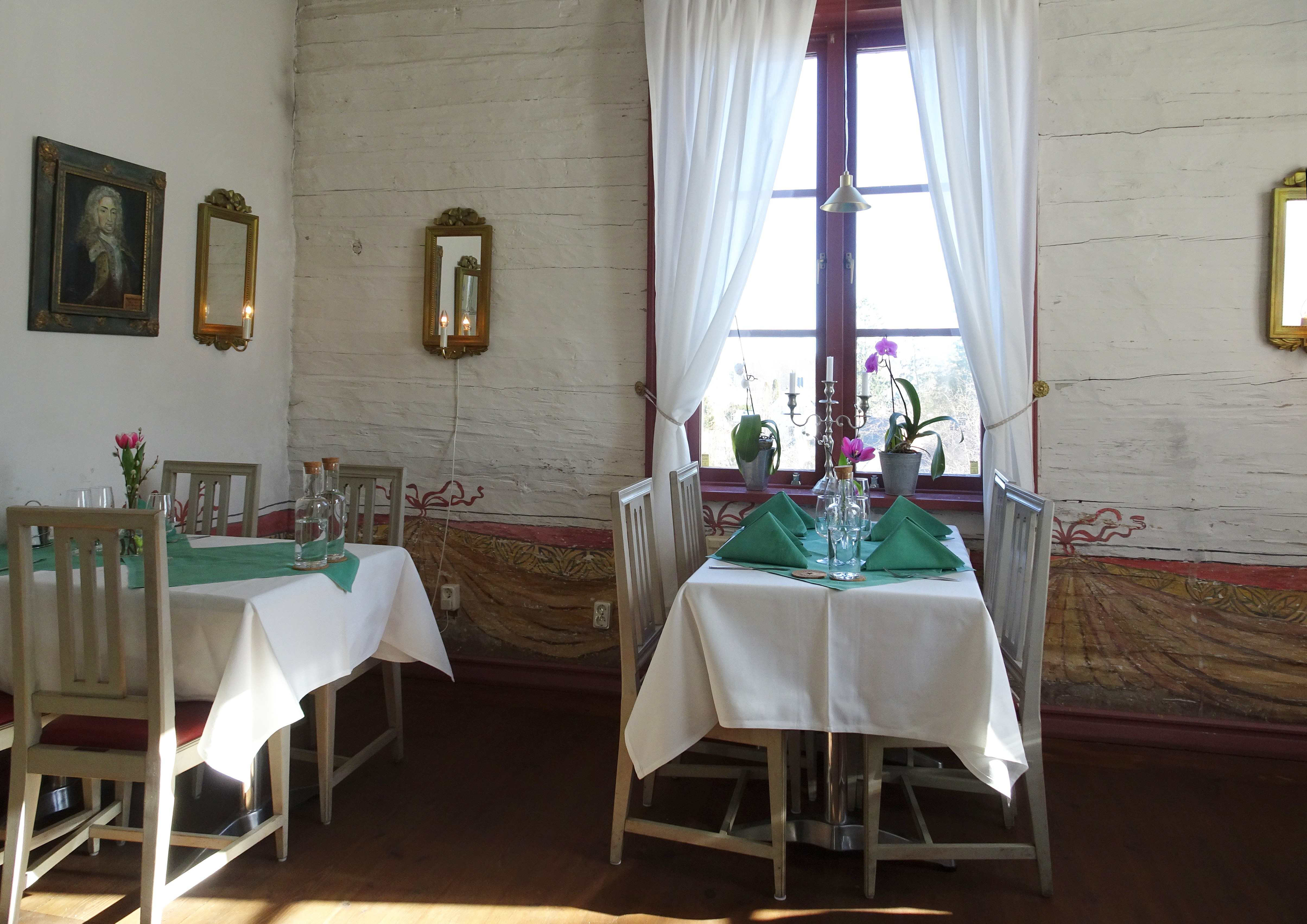
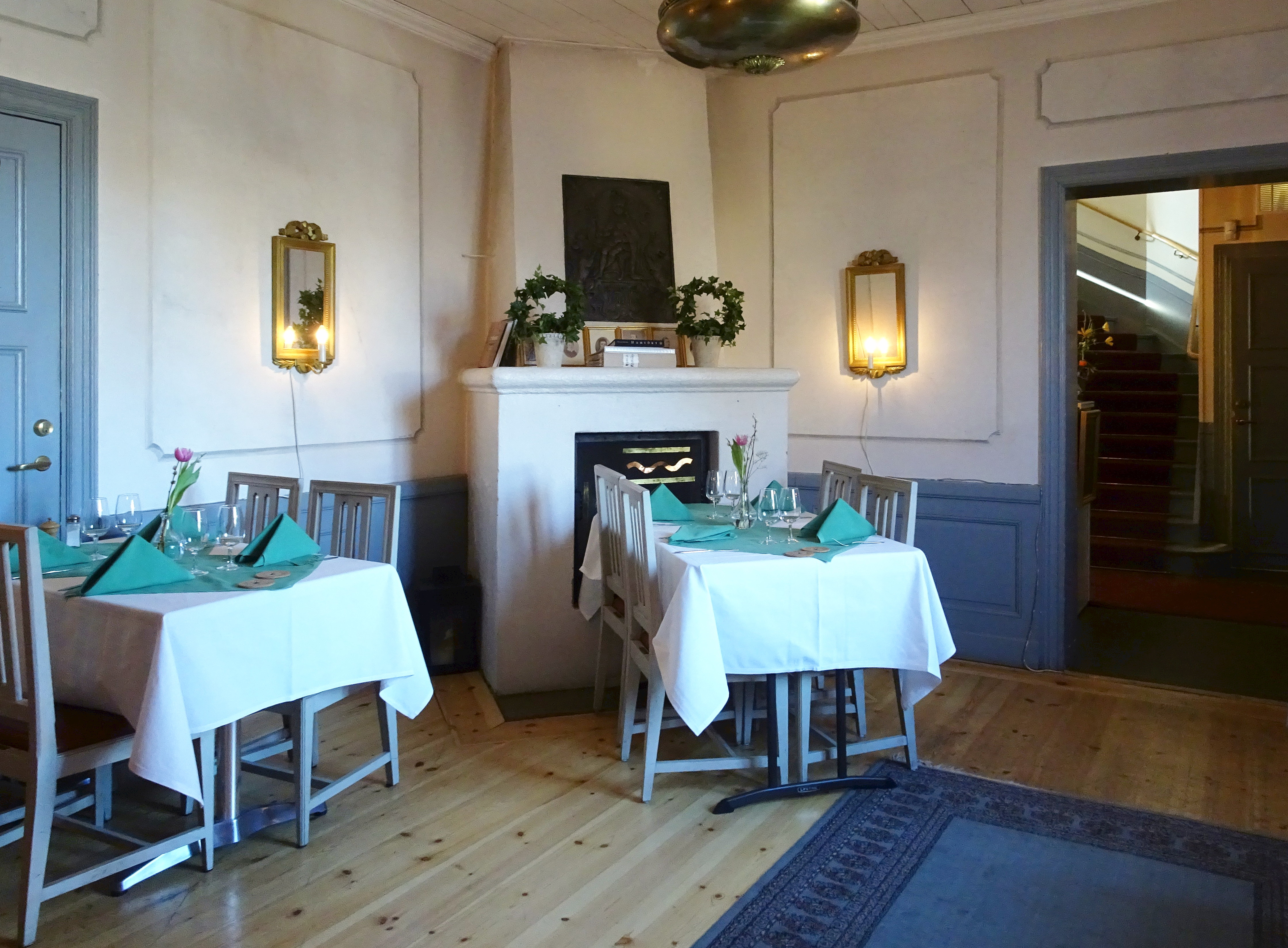